# Pragmatique Sanction (1767)
La Sanction pragmatique de 1767 est un décret royal de Charles III d'Espagne promulgué le 2 avril 1767.
Publié sous le titre complet de Pragmática sanción de su Magestad en fuerza de ley para el estrañamiento de estos Reynos a los Regulares de la Compañía, ocupación de sus Temporalidades, y prohibición de su restablecimiento en tiempo alguno, con las demás prevenciones que expresa, ce décret prononce l'expulsion des jésuites de tous les territoires de la couronne d'Espagne, y compris d'outre-mer, ce qui représente près de 6 000 ecclésiastiques et la confiscation des biens de la Compagnie de Jésus dans tout le royaume.
Cette mesure fait suite aux mesures d'expulsion des jésuites précédemment adoptées au Portugal (1759) et en France (1763) et précède la suppression de la Compagnie de Jésus en 1773 par la bulle Dominus ac Redemptor du pape Clément XIV.
Fin avril 1767, les jésuites sont regroupés manu militari dans un port de la province de Tarragone, et une flotte est chargée de les transporter à Rome, qui refuse de leur donner asile jusqu'à la fin 1768.